# Gilles Delaigue
Gilles Delaigue (Sainte-Colombe-lès-Vienne, 23 novembre 1949) è un ex rugbista a 15 francese.

## Biografia
Tre quarti centro cresciuto al Vienne, ebbe il suo periodo migliore nel quadriennio dal 1970 al 1974, in cui militò nel Tolone e raggiunse la finale di campionato a Bordeaux contro il Béziers; nel 1973 disputò due incontri internazionali per la Francia, nel corso dei test autunnali di quell'anno, contro Giappone e, successivamente, Romania.
Passato poi al Lione e poi al Grenoble, sempre con intervalli al Vienne, chiuse la carriera negli anni ottanta a Le Creusot, prima di tornare definitivamente a Tolone dove gestisce attualmente un albergo di famiglia e una palestra.
Suo figlio, Yannick detto Yann, ha intrapreso anch'egli la carriera rugbistica da professionista e ha militato per 11 anni nella Nazionale francese come mediano d'apertura.